# Регресивна терапія
Регрес в Минулі Життя (регресивний гіпноз, регрес минулого життя англ. past life regression, PLR) — антинаукова техніка використання гіпнозу з метою виявлення "втраченої" інформації через підсвідомість людини. Спеціалісти практикують цю техніку гіпнозу регресії щоби допомогти згадати своїм пацієнтам про їхні минулі життя (реінкарнації).
Регресивна терапія використовується в психотерапії з метою лікувального впливу на психіку людини, а також в парапсихології у зв'язку зі спробами підтвердити гіпотезу існування феномену реінкарнації. Техніка включає спеціальну серію питань до людини, яка перебуває в стані гіпнозу, для виявлення та ідентифікації подій, що відбулися в гіпотетичному минулому житті. Багато пацієнтів здатні до такого роду спогадів (також як і до "спогадів" про "майбутні життя"). Попри це, критики вважають, що в пам'яті таких людей містяться відомості лише з їхнього власного життя, або їхні спогади є плодом фантазії (конфабуляція), навмисних або ненавмисних навіювань гіпнотерапевта.

## Застосування
- У середовищі професійних психологів вважається неетичним і негуманним піддавати людину травматичним спогадам з метою дослідити її пам'ять[3]. Терапевти, які практикують "регресію до минулих життів" вважають свою техніку нешкідливою, але критики стверджують, що "створення ілюзій" може бути дуже небезпечним і руйнівним для особистості, ці ілюзії можуть призвести до підвищеної вразливості, порушення актуальних сімейних зв'язків та інших негативних наслідків[1]. Відомі випадки серйозного психологічного збитку, нанесеного в процесі сесій регресивного гіпнозу[4]. В результаті вивчення таких випадків Міністерство охорони здоров'я Ізраїлю заборонило у своїй країні практику "регресії до минулого життя" для офіційних гіпнотерапевтів[4].
- Регресивний гіпноз або регресивний самогіпноз часто використовується як інструмент «особистісного зростання» в різноманітних тренінгах езотеричної спрямованості. Існує гіпнотерапевтична методика, що дозволяє розкривати джерело "спогадів" про минулі життя. Після того, як пацієнт під гіпнозом "згадував" своє "минуле життя", його приводили у стан бадьорості, знайомили з отриманою інформацією, а потім знову під гіпнозом просили назвати її джерело. За допомогою цієї методики вдалося знайти раціональне пояснення декільком абсолютно дивовижним випадкам спогадів про минулі життя[5].
- Методи регресивного гіпнозу застосовуються в дослідженнях реінкарнації — у релігійній концепції про перевтілення після смерті в нове тіло безсмертної сутності людини[6], що притаманне уявленням індуїзму, буддизму, нью-ейдж, спіритизму, теософії, антропософії та ін..